# Liste de régions du cerveau humain

## Télencéphale
- Lobe frontal
- Lobe pariétal
- Lobe occipital
- Lobe temporal
- Hippocampe
- Cingulum
- Lobe de l'insula
- Corps calleux
- Commissure blanche antérieure
- Fornix
- Noyau caudé
- Noyau lenticulaire
- Noyau accumbens septi
- Noyaux du septum
- Amygdale cérébrale

## Diencéphale
- Thalamus
- Hypothalamus
- Zona incerta
- Substantia nigra
- Noyau sous-thalamique
- Hypophyse
- Épiphyse
- Habenula